# Krzysztof Warcisławowic
Krzysztof Warcisławowic (ur. ?, zm. ok. 1450) – najmłodszy syn Warcisława IX, księcia wołogoskiego i zjednoczonego księstwa (ziemie: wołogoska, bardowska i rugijska) oraz Zofii.

## Krzysztof w źródłach
Jego imię, które dotąd nie było znane w dynastii Gryfitów pojawiło się w dokumencie z 28 kwietnia 1449, jako współwystawcy wespół z ojcem, braćmi i wujem. Prawdopodobnie został przeznaczony do zakonu krzyżackiego
, o czym może świadczyć list wystawiony 19 kwietnia 1437 przez Paula Bellitzera von Russdorffa, wielkiego mistrza krzyżackiego, który był kierowany do Warcisława IX. Treść jego dotyczyła zgody, na prośbę adresata, o przyjęcie syna do zakonu krzyżackiego. W historiografii istnieje pogląd, że chodziło o Krzysztofa (F.W. Barthold, M. Wehrmann). 
Przypuszczalnie został pochowany w kościele parafialnym pw. św. Piotra w Wołogoszczy.

## Genealogia
| Barnim VI ur. w okr. 1365–1372 zm. 22 lub 23 IX 1405 | Barnim VI ur. w okr. 1365–1372 zm. 22 lub 23 IX 1405 |                                                            |                                                            | Weronika ur. w okr. 1367–1374? zm. 1405 lub przed 22 IX 1408 | Weronika ur. w okr. 1367–1374? zm. 1405 lub przed 22 IX 1408 |  |  | Eryk IV ur. ? zm. 1411 | Eryk IV ur. ? zm. 1411 |                                 |                                 | Zofia brunszwicka ur. ? zm. ? | Zofia brunszwicka ur. ? zm. ? |
|                                                      |                                                      |                                                            |                                                            |                                                              |                                                              |  |  |                        |                        |                                 |                                 |                               |                               |
|                                                      |                                                      |                                                            |                                                            |                                                              |                                                              |  |  |                        |                        |                                 |                                 |                               |                               |
|                                                      |                                                      | Warcisław IX ur. 1395? lub w okr. 1395–1400 zm. 17 IV 1457 | Warcisław IX ur. 1395? lub w okr. 1395–1400 zm. 17 IV 1457 |                                                              |                                                              |  |  |                        |                        | Zofia ur. najwcz. 1374 zm. 1462 | Zofia ur. najwcz. 1374 zm. 1462 |                               |                               |
|                                                      |                                                      |                                                            |                                                            |                                                              |                                                              |  |  |                        |                        |                                 |                                 |                               |                               |
|                                                      |                                                      |                                                            |                                                            |                                                              |                                                              |  |  |                        |                        |                                 |                                 |                               |                               |
|                                                      |                                                      |                                                            |                                                            |                                                              |                                                              |  |  |                        |                        |                                 |                                 |                               |                               |

|  |  |  |  | Krzysztof Warcisławowic (ur. ?, zm. ok. 1450) |